# Butéine
La butéine est une chalcone des chalconoïdes. Elle peut être trouvé dans Toxicodendron vernicifluum (anciennement Rhus verniciflua ), Dahlia, Butea ( Butea monosperma ) et Coreopsis . Il a des effets antioxydants, inhibe l'aldose réductase et  la glycation. C'est aussi un composé activateur de sirtuines, un groupe d'enzymes qui utilisent le NAD + pour éliminer les groupes acétyle des protéines. Les butéines possèdent une grande capacité à inhiber le processus de l'aromatase dans le corps humain, pour cette raison, l'utilisation de ces composés dans le traitement du cancer du sein sur le terrain des œstrogènes a été explorée. Les premières tentatives de supplémentation en pro-hormones avec l'utilisation de butéines ont eu lieu en Pologne.